# Escuela Militar (estación de TransMilenio)
La estación sencilla Escuela Militar hace parte del sistema de transporte masivo de Bogotá llamado TransMilenio, el cual fue inaugurado en el año 2000.

## Ubicación
La estación está ubicada en el noroccidente de la ciudad, más específicamente en la Avenida Medellín entre la Avenida Suba y la carrera 53. Se accede a ella a través de un puente peatonal ubicado sobre la Avenida Suba.
Atiende la demanda de los barrios Jorge Eliécer Gaitán, Escuela Militar y sus alrededores.
En las cercanías están la Escuela Militar de Cadetes General José María Córdova, el intercambiador vial de TransMilenio de la NQS, Suba con calle 80 y el Parque Jorge Eliécer Gaitán.

## Origen del nombre
La estación recibe su nombre de la Escuela Militar de Cadetes General José María Córdova ubicada en el costado norte. Esta a su vez recibe su nombre de un militar colombiano que participó en la Independencia de Colombia, a resaltar su desempeño en la batalla de Ayacucho.

## Historia
En el año 2000 fue inaugurada la fase I del sistema TransMilenio, desde el Portal 80, hasta la estación Tercer Milenio, incluyendo la estación Escuela Militar.
Cerca de la estación se encuentran las troncales de la NQS y de la Avenida Suba, siendo este su punto de encuentro, y sirve como intercambio para los usuarios de dichas troncales con la calle 80.
El 28 de febrero de 2011 se inauguró un nuevo vagón para descongestionar la estación. Esta cuenta con dos vagones para el servicio de biarticulados igual que la estación Granja – Carrera 77.

## Servicios de la estación

### Servicios troncales
| Tipo                                            | Rutas al Norte | Rutas al Sur |
| ----------------------------------------------- | -------------- | ------------ |
| Ruta fácil                                      | 4 6 7          | 4 6 7        |
| Expresos lunes a sábado todo el día             | B11 D24        | G11 J24      |
| Expresos lunes a viernes hora pico de la mañana | B50            |              |
| Expresos lunes a viernes hora pico de la tarde  | C50            |              |

### Esquema
| ← Occidente |         |            |
| 4C50G11     | 67D24   | Carrera 38 |
| Vagón 2     | Vagón 1 | Puente     |
| 46J24       | 7B11B50 | Carrera 38 |
| Oriente →   |         |            |

### Servicios urbanos
Así mismo funcionan las siguientes rutas urbanas en los costados externos a la estación, circulando por los carriles de tráfico mixto sobre la calle 80, con posibilidad de trasbordo usando la tarjeta TuLlave:
| Código | Sector                     | Dirección     | Rutas     |
| ------ | -------------------------- | ------------- | --------- |
| 423A04 | D Estación Escuela Militar | AC 80 - KR 51 | Sin rutas |
| 554A03 | D Estación Escuela Militar | AC 80 - KR 50 | Sin rutas |

## Ubicación geográfica
| Noroeste: Barrios Unidos | Norte: C San Martín                             | Nordeste: Barrios Unidos   |
| Oeste: D Carrera 47      |                                                 | Este: D Polo - FINCOMERCIO |
| Suroeste: Barrios Unidos | Sur: K Ciudad Universitaria - Lotería de Bogotá | Sureste: Barrios Unidos    |